# Anne Willing Bingham
 (septembre 2018).
Si vous disposez d'ouvrages ou d'articles de référence ou si vous connaissez des sites web de qualité traitant du thème abordé ici, merci de compléter l'article en donnant les références utiles à sa vérifiabilité et en les liant à la section « Notes et références ».
Anne Willing Bingham (1er août 1764, Philadelphie - 11 mai 1801) est une socialite américaine.

## Biographie
Fille de Thomas Willing, elle épouse William Bingham. Elle est la belle-mère d'Alexander Baring et de Henry Baring.
Elle est la correspondante de Thomas Jefferson, entre autres.
Elle passe pour être le modèle de Lady Liberty sur la monnaie américaine dans la première décennie du XIXe siècle.
Elle meurt le 11 mai 1801, probablement de la tuberculose.

### Sources
- (en) Cet article est partiellement ou en totalité issu de l’article de Wikipédia en anglais intitulé « Ann Willing Bingham » (voir la liste des auteurs).